# LIVE DVD "one and zero"@Tokyo International Forum Hall A 2013.03.30
『LIVE DVD "one and zero"@Tokyo International Forum Hall A 2013.03.30』（ライブディーブイディー・ワンアンドゼロ アット トーキョーインターナショナルフォーラムホール エー 2013.03.30）は、日本のバンドandrop2作目のライブ映像作品。2013年8月21日発売。発売元はワーナーミュージック・ジャパン。

## 概要
ライブ映像作品としては2012年2月15日に発売された『LIVE DVD "angstrom 0.3 pm"@SHIBUYA-AX』より約1年半ぶりのリリースとなった。
本作は、2ndフルアルバム『one and zero』を提げ、andropが初めて開催したホールツアー「one-man live tour "one and zero"」より、ファイナルの東京国際フォーラム・ホールA公演（2013年3月30日）の模様を収録した作品となっている。また、本作は3rdシングル『Voice』と同時発売され、同作との同時購入者特典としてライブフォトポスターが配布された。

## 収録曲
1. Opening
2. O
3. Rising Star
4. Boohoo
5. AM0:40
6. Bell
7. Traveler
8. Bright Siren
9. Nam(a)e
10. Clover
11. Radio
12. HoshiDenwa
13. Rainbows
14. Tonbi
15. Plug In Head
16. Human Factor
17. Colorful
18. Party
19. Message
20. World.Words.Lights.
21. End roll
22. Ending
23. Image Word
24. MirrorDance